# Bolechówko
Bolechówko – wieś w Polsce położona w województwie wielkopolskim, w powiecie poznańskim, w gminie Czerwonak.
Wieś duchowna, własność Klasztoru Cysterek w Owińskach pod koniec XVI wieku leżała w powiecie poznańskim województwa poznańskiego.
W latach 1975–1998 miejscowość administracyjnie należała do województwa poznańskiego.
Na południe od wsi funkcjonuje Akwen Tropicana.